# واسیلی کالافاتی
واسیلی کالافاتی (روسی: Василий Павлович Калафати؛ ۱۰ فوریهٔ ۱۸۶۹ – ۲۰ مارس ۱۹۴۲) آهنگساز، مربی موسیقی، و استاد دانشگاه اهل اتحاد جماهیر شوروی سوسیالیستی بود.